# Mario Visintini
Mario Visintini (Parenzo, 26 aprile 1913 – Monte Bizén, 11 febbraio 1941) è stato un militare e aviatore italiano.
Decorato con la medaglia d'oro al valor militare, fu, in ordine di tempo, il primo degli assi dell'aviazione della Regia Aeronautica, e il pilota con in assoluto il maggior numero di abbattimenti in Africa Orientale tra tutte le forze belligeranti, nonché l'asso di biplani da caccia con il maggior numero di abbattimenti della seconda guerra mondiale, durante la quale ottenne sedici vittorie aeree confermate e cinque probabili, sotto le insegne della Regia Aeronautica, che si assommano alla vittoria aerea ottenuta durante la guerra civile in Spagna, con l'Aviazione Legionaria.
A causa della perdita dei registri della 412ª Squadriglia basata a Massaua, alla quale apparteneva, ricostruire le sue sedici vittorie non è facile. Nel corso di cinquanta combattimenti aerei, abbatté almeno cinque Blenheim britannici, un numero anche maggiore di Wellesley e quasi certamente tre Gladiator. A questi numeri si devono aggiungere quelli relativi agli aerei distrutti al suolo durante i mitragliamenti degli aeroporti di Gadaref, Goz Regeb e Agordat, che - secondo fonti britanniche - costarono alla RAF e alla SAAF "decine di aerei distrutti" (per l'esattezza trentadue aerei incendiati da solo e in cooperazione). Tutte le sue vittorie furono conseguite ai comandi del biplano Fiat C.R.42.
Visintini fu il primo pilota italiano da caccia della seconda guerra mondiale a ottenere notorietà come asso. Le sue imprese in Africa Orientale infatti vennero ampiamente pubblicizzate in Italia, dove gli venne dedicato anche il volume Il pilota solitario del libro Eroi e avventure della nostra guerra, pubblicato nel 1942. Per la sua meticolosità e abilità venne soprannominato il "cacciatore scientifico". Era il fratello dell'incursore della Xª Flottiglia MAS Licio Visintini.

## Biografia
Mario Visintini nacque in Istria, a Parenzo (oggi in Croazia), il 26 aprile 1913. Il suo vero cognome era Visentin (frequente cognome veneto), ma fu italianizzato in Visintini.
Respinto alla visita medica sostenuta per entrare all'Accademia Aeronautica, si iscrisse a un corso per piloti civili a Taliedo, quartiere di Milano, ottenendo il brevetto di pilota civile sul Caproni Ca.100, che gli permise di entrare a far parte della Regia Aeronautica come allievo pilota ufficiale di complemento. Ottenne il suo brevetto militare nel dicembre 1936, o nel settembre 1937, a Grottaglie sul Breda Ba.25 e sul Fiat C.R.20. Fu quindi assegnato, come sottotenente, alla 91ª Squadriglia, 10º Gruppo, 4º Stormo, con sede presso l'aeroporto di Gorizia. Qui si addestrò sui Fiat C.R.30 e Fiat C.R.32.

### Spagna
Nel novembre 1937, Visintini si offrì volontario per andare a combattere nella guerra civile spagnola. Qui, come membro della 25ª Squadriglia del XVI Gruppo, "La Cucaracha", partecipò a numerosi combattimenti aerei e abbatté un aereo sovietico Polikarpov I-16 il 5 settembre 1938, su Venta de los Camposines. Nell'ottobre 1938 (secondo altre fonti nel novembre 1939), Visintini ritornò in Italia e al 4º Stormo.
Durante la sua permanenza in Spagna aveva volato per 330 ore e ottenuto una vittoria confermata. Per il suo servizio nel paese iberico fu decorato con la medaglia d'argento al Valore Militare e fu arruolato come effettivo nella Regia Aeronautica. Dopo il suo ritorno si addestrò a pilotare il Fiat C.R.42, ma anche il Caproni Ca.133 e il trimotore Savoia-Marchetti S.M.79. Nel gennaio 1940 fu promosso tenente per meriti di guerra.

### Africa Orientale Italiana

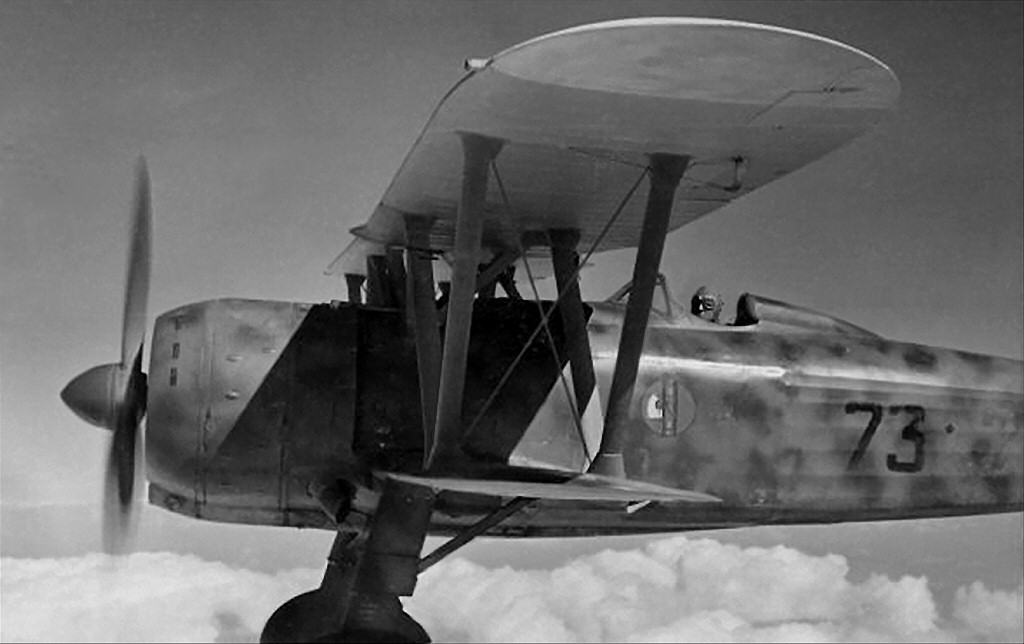
Un Fiat C.R.42, Africa Settentrionale 1940. Visintini ottenne tutte le sue vittorie ai comandi di questo manovrabile biplano.

Il 5 aprile di quell'anno, venne trasferito nell'Africa Orientale Italiana (AOI) e assegnato alla 413ª Squadriglia. Prima dello scoppio della guerra, nel giugno 1940, venne di nuovo trasferito, stavolta alla 412ª Squadriglia, che era basata in Eritrea ed era equipaggiata con Fiat C.R.42. Questa unità poteva vantare un buon numero di piloti provenienti dal 4º Stormo e produsse, in soltanto un anno di operazioni, ben cinque assi. Il 14 giugno 1940, quattro giorni dopo l'entrata dell'Italia nel secondo conflitto mondiale, Visintini ottenne la sua prima vittoria: attaccò un paio di Vicker Wellesley del 14 Squadron, decollati da Porto Sudan e diretti a bombardare Massaua, e abbatté quello (matricola K7743) pilotato dal Pilot Officer Reginald Patrick Blenner Plunkett, che restò ucciso nello schianto del suo aereo nel Mar Rosso: la prima delle sedici vittime del pilota istriano in Africa orientale.

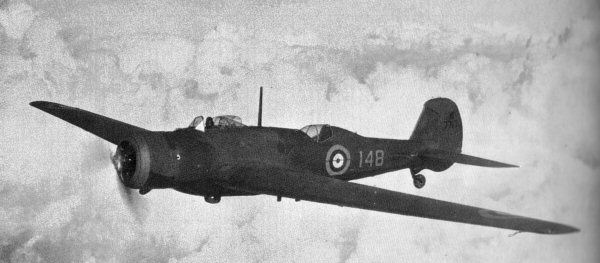
Un Vickers Wellesley Mk I - Visintini conseguì la prima delle sue vittorie in Africa orientale ai danni di uno di questi aerei

Visintini ne abbatté un altro (matricola L2652), sempre dello stesso Squadron, giunto in ricognizione su Decamerè (oppure, secondo altre fonti , di ritorno dal bombardamento delle installazioni Acico a Massaua, alle 19.30) il 3 luglio, pilotato dal ventiseienne Flight Officer Samuel Gustav Soderholm (RAF No. 40194), che restò ucciso nello schianto. 
Il 12 luglio Visintini e il sergente Luigi Baron intercettarono 11 Wellesley del 14 e 47 Squadrons diretti ad attaccare l'aeroporto di Massaua. Visintini abbatté il bombardiere del Sergeant Frederick “Freddy” Nelson (RAF No. 516778) del 47 Squadron, il cui pilota restò ucciso mentre il resto dell'equipaggio venne fatto prigioniero. Insieme a Baron poi dichiarò un altro abbattimento "probabile" ed in effetti un altro Wellesley del 47 Squadron riuscì a tornare alla base, ma così danneggiato che venne dichiarato 'non riparabile'.
Il primo settembre, un Wellesley (L2669), sempre del 14 Squadron, pilotato dal Sergeant Norris, stava svolgendo una missione di fotoricognizione sopra l'isola di Harmil, quando venne intercettato da caccia decollati da Massaua e dovette compiere un disastroso atterraggio di fortuna. L'equipaggio fu preso prigioniero. Ad abbattere il Wellesley furono Visintini ed altri due piloti. Nel mese di luglio sempre Visintini dichiarò l'abbattimento di altri aerei, ma le date sono sconosciute. Il 29 luglio fu decorato con la Medaglia d'argento al valore militare.
La mattina del 30 settembre, tre Blenheim I del 45 Squadron attaccarono Gura (Eritrea), ma lì furono intercettati da C.R.32 e C.R.42. Il Blenheim L6665, pilotato dal ventottenne Squadron Leader George Justin Bush (RAF No. 37061) venne abbattuto: tutto l'equipaggio restò ucciso (oltre a Bush, il ventenne Observer Sergeant John C. Usher – RAF no. 580912 – e il ventunenne Wireless Operator/Air gunner Sergeant James Corney DFM –RAF no. 541684). L'abbattitore di Bush fu molto probabilmente il tenente Visintini, considerato che egli dichiarò l'abbattimento di due aerei proprio su Gura in quel giorno.
Il 18 ottobre 1940, Visintini attaccò l'aeroporto nemico di Gadaref, mitragliando e incendiando, con i compagni, undici velivoli al suolo. 
Il sei novembre, durante l’offensiva britannica per la conquista del forte di Gallabat, Visentini con ogni probabilità fu l’abbattitore del Flying Officer Jack Maurice Hayward (RAF no. 40111) che, insieme a quattro altri Gladiator del 1 SAAF Squadron stavano per attaccare cinque Caproni Ca.133. Il biplano della RAF, incendiato, precipitò alle 15.30, causando la morte del ventunenne Hayward. Un mese dopo, il 4 dicembre, il tenente Visintini rivendicò l'abbattimento di un Blenheim sul Mar Rosso. L'aereo abbattuto era il Blenheim IV R2770 del 14 Squadron, pilotato dal Flying Officer Thomas G. Rhodes, che non rientrò da una missione di ricognizione. Tutto l'equipaggio del bimotore fu dichiarato "disperso in azione".
Il 12 dicembre, Visintini ed altri quattro piloti della 412ª Squadriglia, di scorta a un S.M.79, attaccarono l'aeroporto di Gaz Regeb, base di una squadriglia (B Flight) del 237 Squadron, sul quale furono distrutti quattro Hawker Hardy (K4053, K4308, K4055 e K4307) parcheggiati ai lati dell'aeroporto. Durante quest'azione l'aereo del comandante della 412ª Squadriglia, capitano Antonio Raffi, venne colpito dal fuoco antiaereo della Sudan Defence Force e costretto ad un atterraggio d'emergenza dietro le linee nemiche. Visintini atterrò vicino all'aereo del proprio comandante e – liberatosi del paracadute – lo fece salire nel suo abitacolo. Poi, sedendo sulle sue ginocchia, decollò, incendiando l'aereo incidentato per non farlo cadere in mano nemica e tornando regolarmente ad Asmara. Per questa azione, il 16 gennaio 1941 venne promosso capitano per merito di guerra. Il nove febbraio, con un altro attacco al suolo, sull'aeroporto di Agordat, vennero distrutti cinque velivoli nemici. 

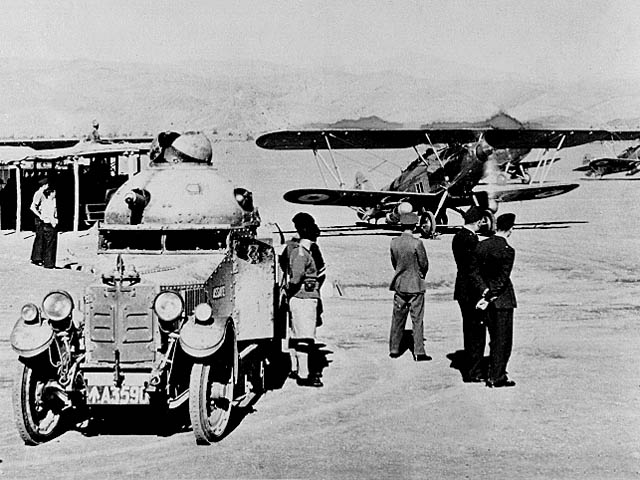
Un Hawker Hart canadese in manovra - Visintini distrusse al suolo alcuni di questi aerei nemici

Altro attacco al suolo coronato da successo il 9 febbraio. All'alba, alla testa di quattro C.R.42 della 412ª Squadriglia, compiva un'incursione a volo radente sul campo di Agordat, durante la quale danneggiano o distruggono 16 velivoli nemici, inclusi un Lysander, due Gladiator, due Hurricane e due Wellesley. Per questa missione, il gregario di Visintini, Sergente Maggiore Soffritti, è decorato "al valor militare". 

Il giorno della sua ultima vittoria fu anche quello della sua morte. L'11 febbraio, Visintini rivendicò l'abbattimento di un Hawker Hurricane su Cheren. L'aereo abbattuto molto probabilmente faceva parte del 1 SAAF Squadron, che quel giorno inviò undici aerei di pattuglia sulla stessa area. Due degli aerei sudafricani si scontrarono con dei Fiat C.R.42. L'Hurricane del Lieutenant S. de K. Viljoen fu costretto ad un atterraggio di fortuna in territorio britannico. Il giorno dopo tentò di decollare, ma l'aereo si incidentò. Anche due aerei italiani erano stati costretti dal cattivo tempo ad atterrare nella zona di Sabarguma. Rientrato al campo per rifornirsi, Visintini ripartì alla ricerca dei due piloti italiani finché, a causa del cattivo tempo, andò a schiantarsi contro Monte Bizén, su Nefasit, trovando la morte. Il gesto gli valse la Medaglia d'oro al Valor Militare alla memoria. In precedenza aveva già ottenuto la Medaglia d'argento e di bronzo al Valor Militare. I suoi più famosi avversari in Africa Orientale furono il sudafricano Ken Driver, con nove vittorie aeree, e Jack Frost, con otto, entrambi piloti di Hurricane.
Le vittorie di Visintini, come quelle di tutti gli altri piloti italiani, sono ufficiose, in quanto non esiste a tutt'oggi una lista ufficiale degli assi italiani.
All'aviatore caduto Filippo Tommaso Marinetti dedica un capitolo ("simultaneità") del poema Canto eroi e macchine della guerra mussoliniana.
Con il nome Mario Visentin appare nelle avventure a fumetti di Hugo Pratt Piccolo Chalet e Vanghe Dancale, che fanno parte della serie Gli scorpioni del deserto.